# Utajärvi
Utajärvi es una localidad finlandesa de la Ostrobotnia del Norte fundada en 1865. Es unilingüe en finés
Es probablemente el pueblo más famoso de la morrena de Rokua. El grupo 22-Pistepirkko es de esta localidad.